# Digital Audio Tape
Digital Audio Tape (DAT) або R-DAT (англ. Rotary head Digital Audio Tape) — звуковий носій, розроблений компаніями Sony й Philips у середині 1980-х. Зовні він нагадує зменшену вдвічі компакт-касету, оскільки являє собою магнітну стрічку 4 мм завширшки, укладену в захисний пластиковий корпус розміру 73 мм × 54 мм × 10.5 мм. Запис на магнітну стрічку — цифровий, при цьому використається 16-бітна імпульсно-кодова модуляція (PCM) без стиснення, як і в CD, а частота дискретизації може бути 48, 44.1 або 32 кГц. Запис здійснюється без втрати якості вихідного сигналу, на відміну від DCC (англ. Digital Compact Cassette) і MD (англ. MiniDisc).
Паралельно з R-DAT тими самими компаніями велася розробка іншого цифрового формату звукозапису S-DAT (англ. Stationary head Digital Audio Tape), у якому цифрові дані записувалися на стрічку шириною 3,81 мм нерухомою багатодоріжною магнітною головкою. Однак поверхнева щільність запису у форматі S-DAT виходила нижче, ніж у R-DAT, в результаті касета більших розмірів (86 × 55,5 × 9,5 мм) забезпечувала лише півторагодинне відтворення, порівняно з двогодинною касетою R-DAT. Параметри цифрового звуку цих форматів були ідентичні.

## Стрічкопротяжний механізм

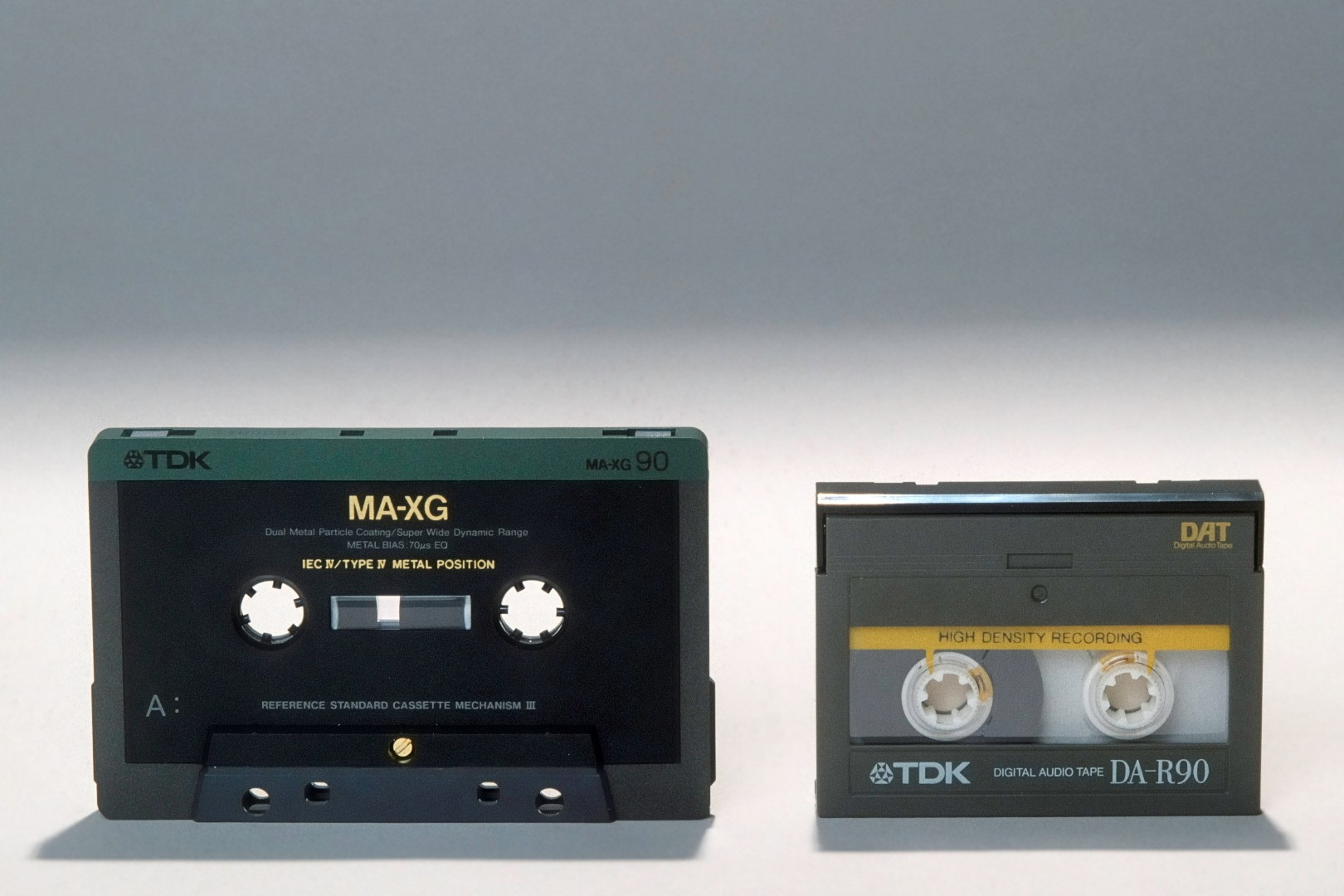
Порівняння з компакт-касетою (ліворуч)

Стрічкопротяжний механізм DAT-магнітофона працює за принципом похило-рядкового запису, що використовується у відеомагнітофонах. Після встановлення касети відкривається її захисна кришка, а рухомі стійки витягують магнітну стрічку та підводять її до барабана магнітних головок (БВГ) діаметром 30 мм. У робочому положенні стрічка охоплює барабан по спіралі на чверть оберту — 90 °. У той час як стрічка рухається зі швидкістю 8,15 міліметрів в секунду, БВГ із двома магнітними головками (з шириною магнітного зазору 0,25-0,3 мкм) обертається із частотою 2000 об/хв, забезпечуючи відносну швидкість головка/стрічка 3,133 метра за секунду. У форматі R-DAT похило-рядковий запис виконується без захисного проміжку між доріжками, що дозволяє щільніше розмістити дані на стрічці та записати до 2-х годин цифрового звуку. Для зниження перешкод від сусідніх доріжок використовується так званий азимутальний запис — робочі зазори магнітних головок мають кут нахилу ±20°. Тому перешкоди, які зчитуються з сусідніх доріжок, значно послаблюються.